# Триш, Фридрих Густав
Фридрих Густав Триш (нем. Friedrich Gustav Triesch; 16 июня 1845, Вена – 24 мая 1907, там же) — австрийский драматург, поэт и писатель
, писавший под псевдонимом Alex Hartmann, Paul Richter, H. Martin. 

## Биография
Работал одно время в качестве скульптора, но недостаток материальных средств заставил его заняться торговыми делами, которые он оставил, когда приобрёл имя своей комедией «Im XIX Jahrhundert», премированной Венским придворным театром. В 1879 году его комедия «Neue Verträge» получила первый приз мюнхенского Хофттеатра; а в 1892 году его драма «Оттилия» получила первую премию на конкурсе, учреждённом Литературным бюро в Гамбурге, в котором участвовало 383 участника.
Из других пьес Триша, имевших успех, можно отметить: «Höhere Gesichtspunkte» и «Die Wochenchronik», также отмеченных наградами. Перу Tриша принадлежит также большое число рассказов, повестей, стихотворений.

## Избранные произведения
- «Amalie Welden» комедия, 1865;
- «Mädchenherzen» драма, 1873;
- «Träume Sind Schäume» комедия, 1873;
- «Vorsicht» комедия, 1876;
- «Reine Liebe» комедия, 1877;
- «Anwalt» драма, 1881;
- «Hexenmeister» комедия, 1884;
- «Nixe» комедия, 1887;
- «Hand in Hand» 1890;
- «Factotum Flitsch» фарс, 1892;
- «Liquidator» фарс, 1896;
- «Ihr System» фарс, 1898;
- «Endlich Allein» комедия, 1900.